# 暗峠
暗峠（くらがりとうげ）は、奈良県生駒市西畑町と大阪府東大阪市東豊浦町との境にある国道308号及び大阪府道・奈良県道702号大阪枚岡奈良線（重複）の峠。古くは闇峠とも書かれた。

## 概要
標高は455m。暗越奈良街道の生駒山地における難所で、つづら折りの少ない直線的な急勾配が続く。特に大阪府側は、麓から峠まで約2.5kmにわたる勾配である。峠道の沿道や道端に、古寺や地蔵、石仏といった歴史的なモニュメントも多く存在する。近年ではハイキングルートとしても有名である。
峠の頂上には小さな集落があり、2022年現在でも営業している茶店もある。この付近の路面は江戸時代に郡山藩により敷設された石畳となっている。この50mほどあるコンクリート舗装の石畳のそばに大神宮灯篭や往年の道標などが見られる。この石畳は、暗峠が急坂であることから、参勤交代で殿様が乗った籠が滑らないようにするために敷かれたものである。これは現在においても健在であり、石畳の道路が国道に指定されている道は極めて稀である。
「暗がり」の名称の起源は、樹木が鬱蒼と覆い繁り、昼間も暗い山越えの道であった説や、「椋嶺峠」が転じた説、「鞍借り」、「鞍換へ」が訛って「暗がり」となったとする異説もある。上方落語伊勢参宮神乃賑の枕では、「あまりに険しいので馬の鞍がひっくり返りそうになることから、鞍返り峠と言われるようになった」と語られている。
暗峠を通る暗越奈良街道は「日本の道100選」に選定されており、峠頂部の石畳の道端には、日本の道100選の顕彰碑が置かれている。
今西祐行作の絵本『とうげのおおかみ』の舞台とされる。

## 歴史
江戸時代に暗峠の村に大和郡山藩の本陣が置かれ、参勤交代路になっていた。同時代に刊行された『河内名所図会』には、「世に暗峠という者非ならん……（中略）……生駒の山脈続て小椋山という。故尓椋ケ根の名あり、一説尓は此山乃松杉大ひ尓繁茂し、暗かりぬればかく名付くともいう。」と記されている。
「大阪より大和及び伊勢参宮道となり、峠村には茶屋旅舎多し」とも記されており、江戸時代後期は庶民の伊勢参宮道となり、旅籠や茶屋が立ち並び賑わっていた。
井原西鶴の『世間胸算用』にはこの峠の近くで追い剥ぎが出たという記述がある。
1694年10月27日（元禄7年9月9日）、松尾芭蕉が奈良から大坂へ向かう途中この峠を通った。このときに「菊の香に くらがり越ゆる 節句かな」という重陽の節句にちなんだ句が詠まれたといわれる。
坂を下り始めると道筋には斜面の棚田が広がり、石仏寺、弘法大師堂などの古寺や石仏が多く残されて、「くらがり峠 旅行く芭蕉」と記された石碑もある。
1801年（享和元年）刊の『河内名所図会』には、「大阪より大和及び伊勢参宮道となり、峠村には茶屋旅館多し」の記載もみられる。
1970年（昭和45年）、暗越奈良街道のうち、暗峠を通る部分が国道308号に指定された。

## 峠周辺の道路状況

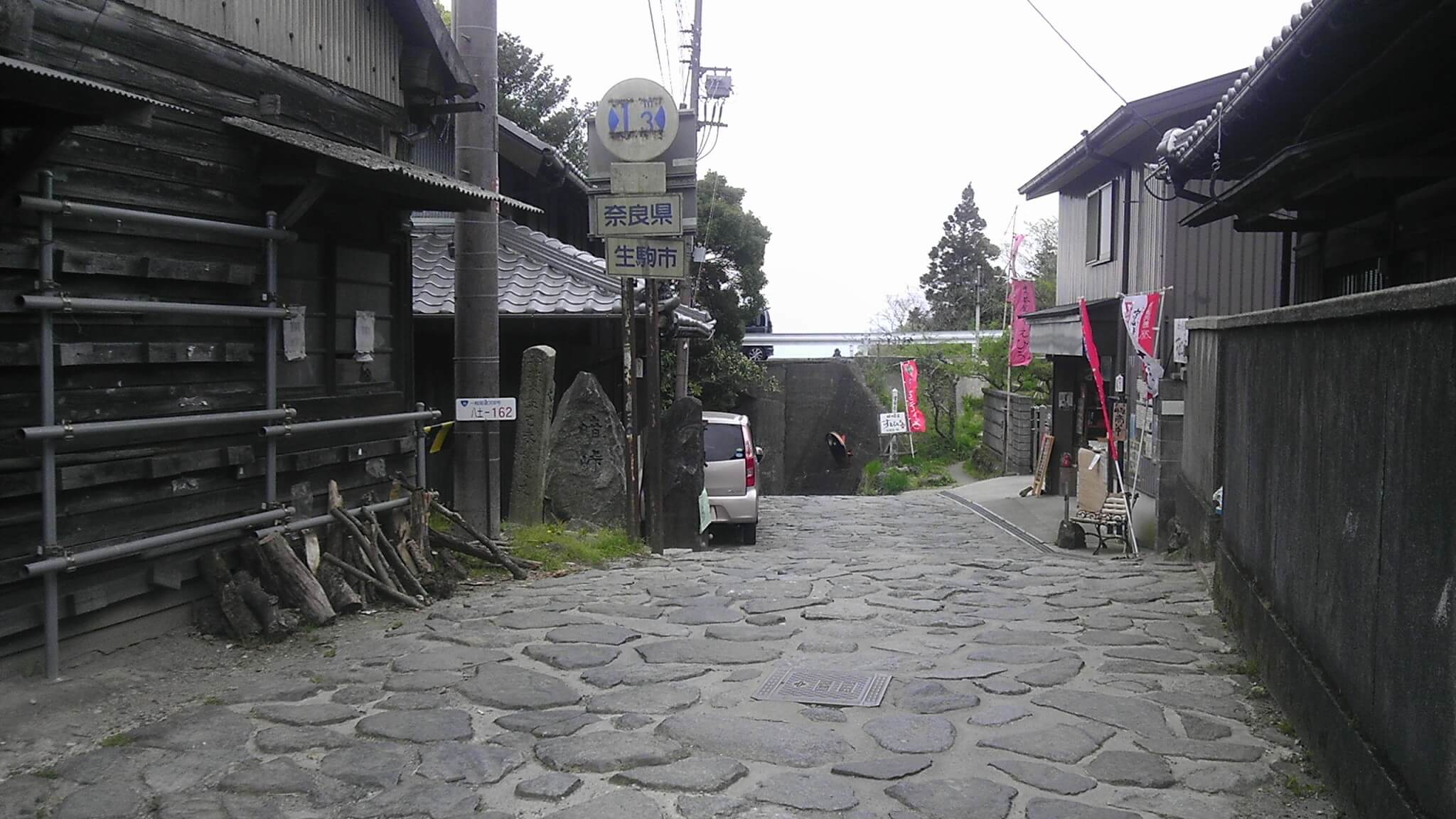
暗峠（大阪府側から）。奈良県側に見えるガードレールがある道路は信貴生駒スカイライン。県境標識の上にある標識は直後にある旧道の幅員制限の標識（後に撤去・2012年頃撮影）。

暗峠越えの峠道は国道（国道308号）に指定されているとはいえ、一部は自動車1台が何とか通行できる程度に道幅は狭く、頂上付近では民家の軒先をかすめながら通行する箇所も存在する。
大阪側ではきつい所で最大傾斜勾配31%の急勾配がS字カーブになっており、慣れない者が走行すると登りきることができず立ち往生するほどともいわれる。
峠の頂上付近には信貴生駒スカイラインが縦断しているが、交差付近に出入口が無いため、暗峠から出入りすることはできない。
一方、暗峠はハイキングコースの途中経路としても知られており、国道308号を利用せずとも、生駒山等から直接徒歩で向かうことも可能である。
その他、生駒側からは平日のみ生駒市コミュニティバス「たけまる号」の西畑・有里線が南生駒駅から暗峠本陣跡前にある「暗峠」停留所まで運行しており、それを使うと歩いて登ることなく、峠の目前まで容易にアクセスできる。

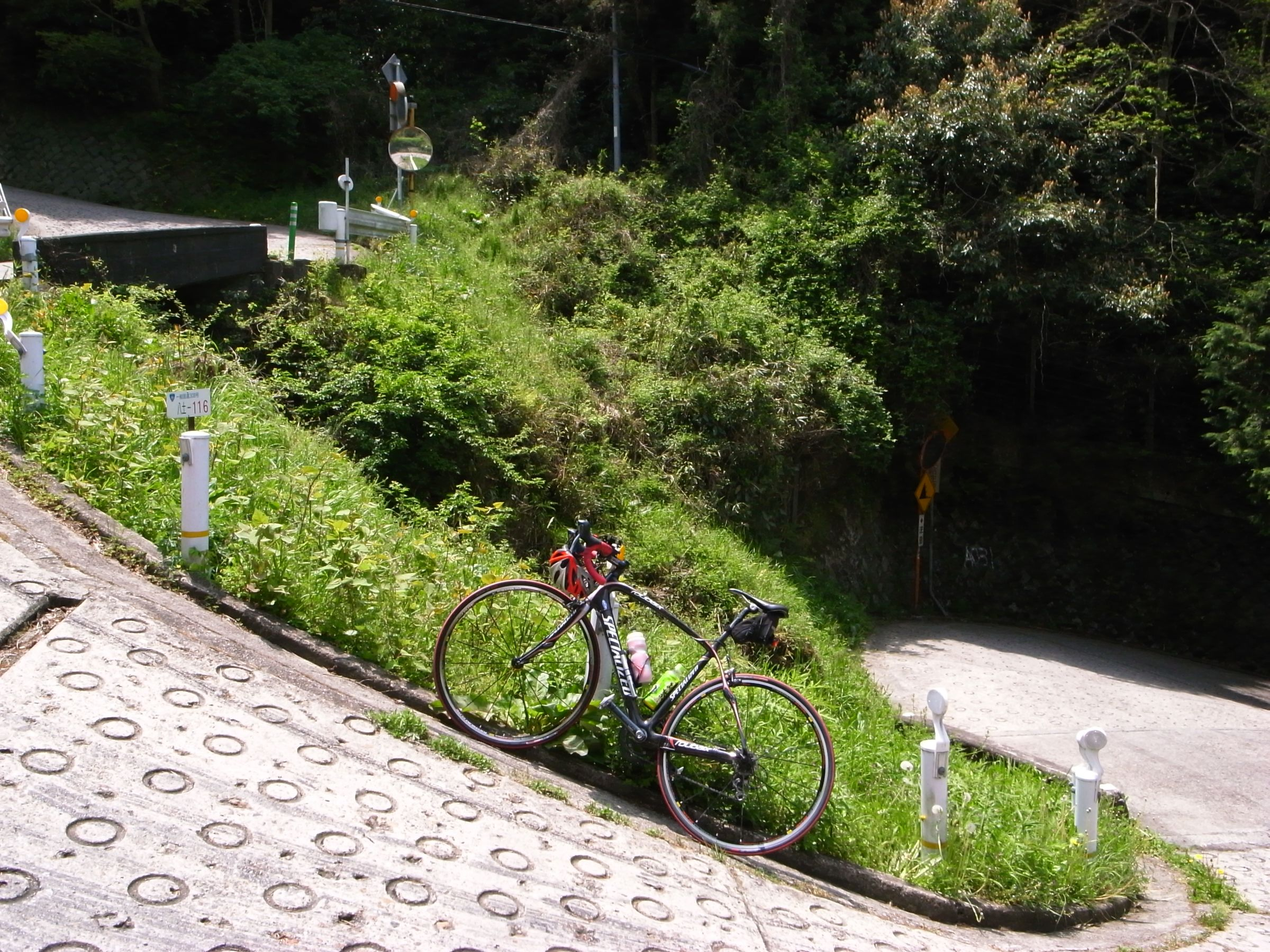
峠に続く国道308号線大阪側の最急勾配31%の場所。
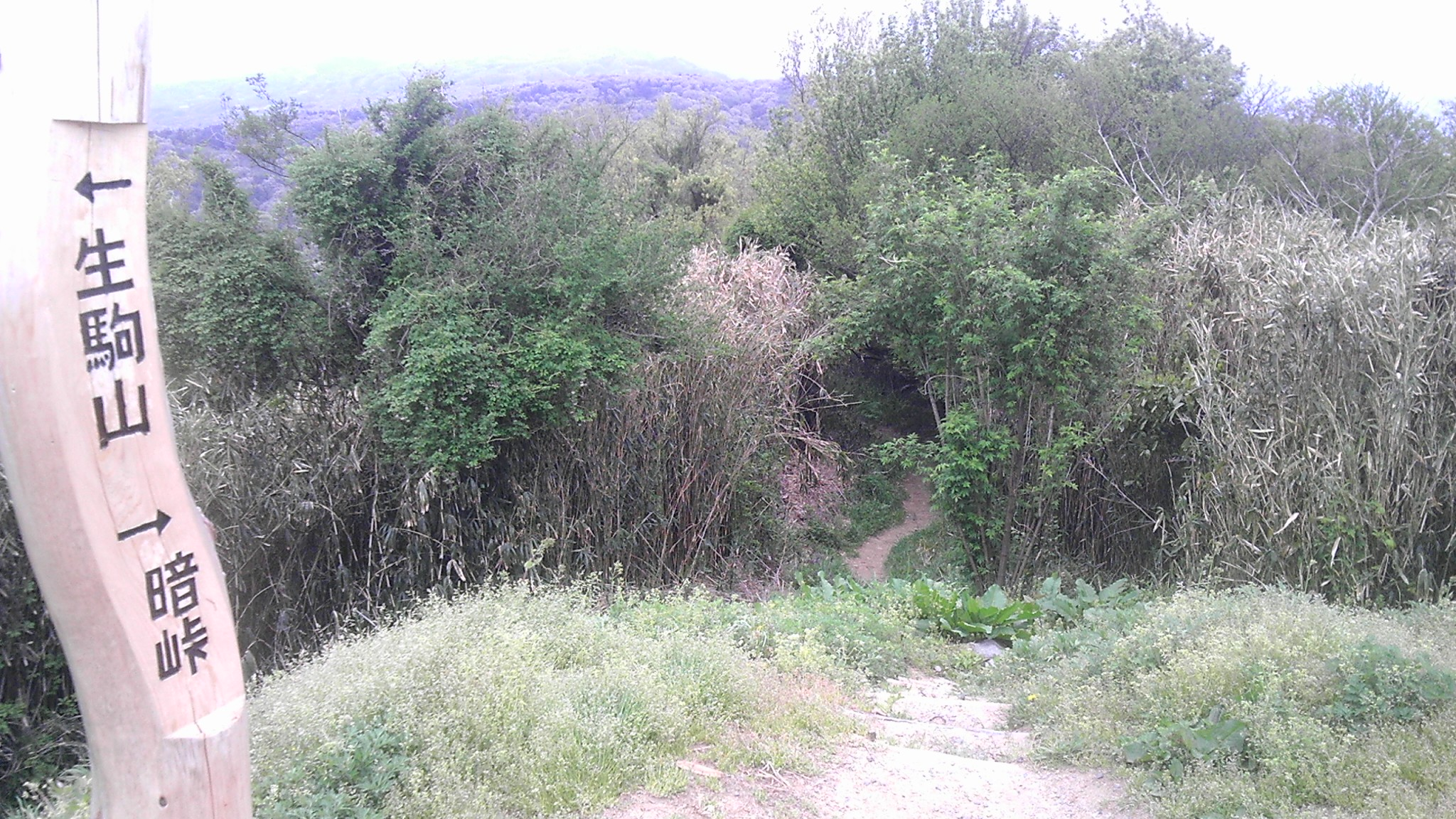
生駒山から暗峠へのハイキングコース。
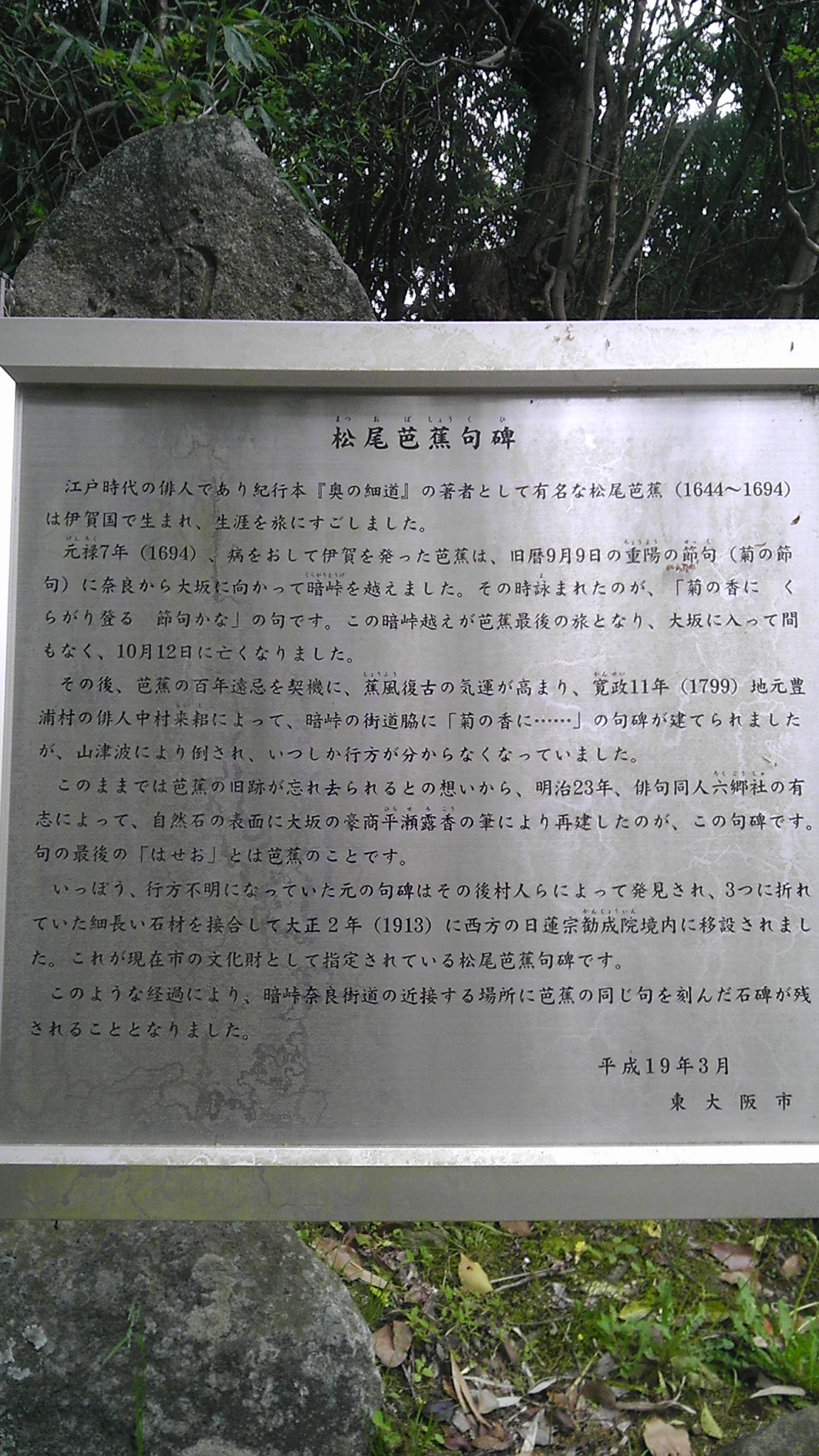
松尾芭蕉句碑。峠頂上よりやや大阪側にある。
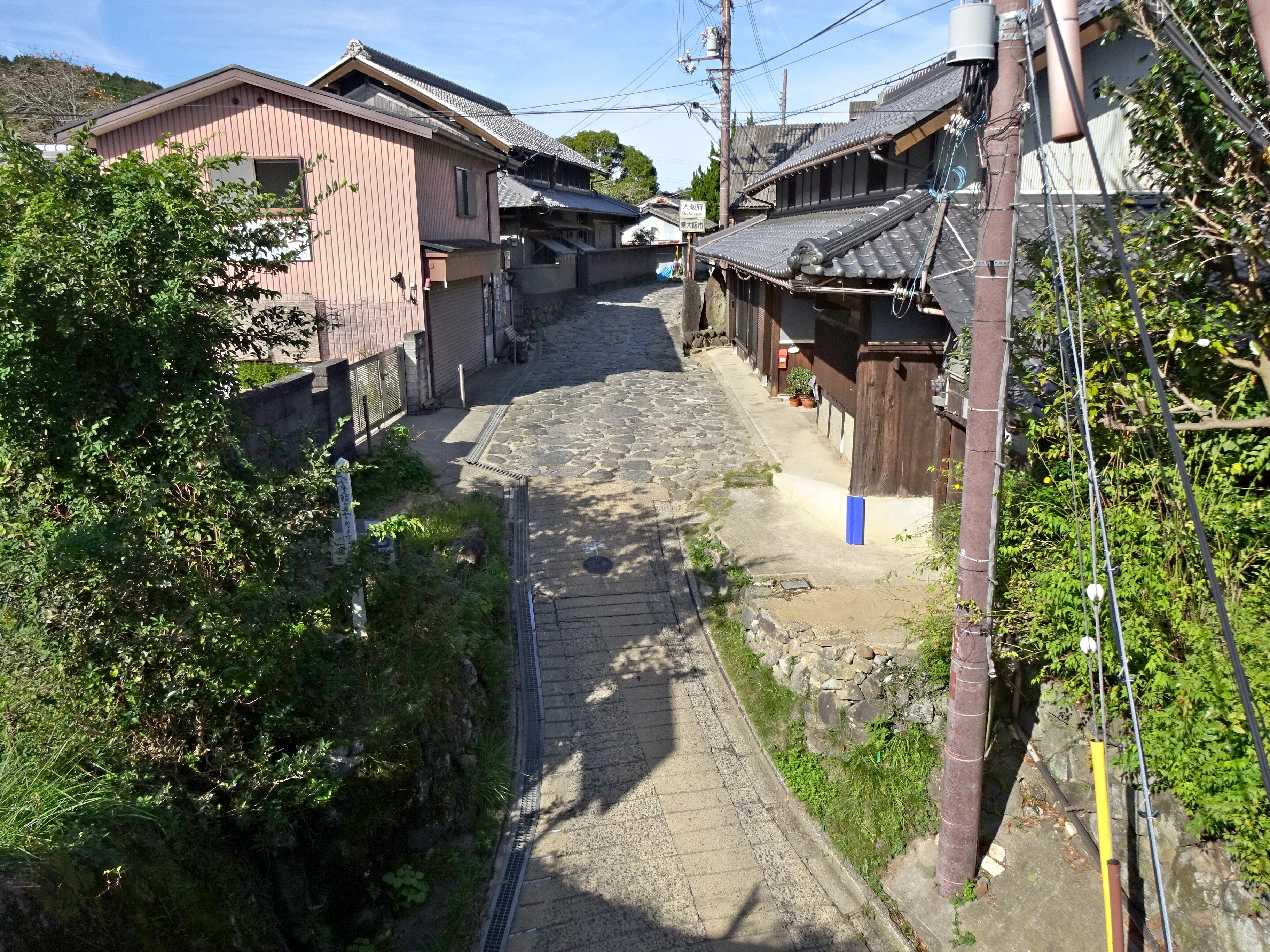
暗峠を信貴生駒スカイラインから見下ろす。